# Острув-Полудньови
Острув-Полудньови (пол. Ostrów Południowy) — село в Польщі, у гміні Кринки Сокульського повіту Підляського воєводства.
Населення — 59 осіб (2011).
У 1975-1998 роках село належало до Білостоцького воєводства.

## Демографія
Демографічна структура станом на 31 березня 2011 року:
|          | Загалом | Допрацездатний вік | Працездатний вік | Постпрацездатний вік |
| -------- | ------- | ------------------ | ---------------- | -------------------- |
| Чоловіки | 29      | 1                  | 18               | 10                   |
| Жінки    | 30      | 1                  | 11               | 18                   |
| Разом    | 59      | 2                  | 29               | 28                   |